# Jennifer Mayani
Jennifer Mayani (Punta Arenas, 1979) es una modelo y actriz chileno-india. Es conocida por su participación en películas de Bollywood. 

## Biografía
Nacida en Punta Arenas, hija de Prem y Nisha Mayani, inmigrantes indios de origen sindis, Mayani inició sus estudios en el The British School de Punta Arenas. También realizó estudios de modelaje en la Escuela de Modelos de Yasna Vukasovic.
En 2005 decide viajar a Bombay, la ciudad originaria de su familia, para probar suerte en Bollywood, debutando con su aparición en la película Dus, para luego continuar su carrera en la industria del cine hasta 2011, cuando regresó a Chile para participar en el dating show de Canal 13, 40 o 20. 
Posteriormente a su paso por la televisión chilena, Jennifer se dedicó al comercio abriendo tiendas de productos importados en la Zona Franca de Punta Arenas.

## Filmografía
- 2005: Dus
- 2007: Good Boy, Bad Boy como Jenny
- 2007: Heyy Babyy como la Chica del Supermercado
- 2007: Om Shanti Om
- 2007: Jaane Bhi Do Yaaron
- 2008: Bhram como la Modelo 3
- 2009: Victory
- 2010: Apartment
- 2011: Golmaal 3[3]